# Neufeld (Dithmarschen)
Neufeld település Németországban, Schleswig-Holstein tartományban. Lakosainak száma 617 fő (2023. december 31.).

## Népesség
A település népességének változása:
| Lakosok száma | 671  | 588  | 574  | 595  | 614  | 622  | 617  |
|               | 1975 | 2015 | 2017 | 2019 | 2021 | 2022 | 2023 |